# Il venditore di uccelli (film 1962)
Der Vogelhändler è un film del 1962 diretto da Géza von Cziffra. Trasposizione cinematografica dell'operetta Il venditore di uccelli di Carl Zeller, la storia era già stata portata sullo schermo nel 1935 con Il venditore di uccelli di E.W. Emo, interpretato da Maria Andergast, Wolf Albach-Retty e Lil Dagover.

## Produzione
Il film, che fu girato in Eastmancolor, fu prodotto dalla KG Divina-Film GmbH & Co. di Monaco di Baviera.

## Distribuzione
Distribuito dalla Gloria Filmverleih, uscì nelle sale cinematografiche della Germanica Occidentale il 3 agosto 1962. In Italia, distribuito dalla Condor Film, ottenne il visto di censura il 29 novembre 1963